# Camila (banda)
Camila é uma banda pop mexicana formado em 2005, por Mario Domm (vocalista, produtor e compositor), Pablo Hurtado (guitarrista) e Samuel "Samo" Parra (vocalista). Já lançaram dois álbum Todo Cambió e Dejarte de Amar, que já ultrapassaram mais de 780.000 cópias mundialmente. Suas músicas, que seguem um estilo romântico, são caracterizadas por um ritmo forte e empolgante.
Em 2013, Samo saiu do grupo para se dedicar a carreira solo.

## Biografia

### 2005 - 2009: Inicio eTodo Cambió
Teve início em 2005, na cidade de Torreón estado de Coahuila, com o seu primeiro álbum, Todo Cambió, foi lançado em abril do mesmo ano e considerado um dos lançamentos pop-romântico mais importantes do ano. O estouro do trio foi com a música "Coleccionista de Canciones", que tocava como abertura da telenovela mexicana Las dos Caras de Ana, exibida pela Televisa em 2006. Nesse mesmo ano, a banda foi indicada aos prêmios "Lo Nuestro" como Banda Revelação.
Dotada de bons vocais, grande harmonia e ótimas melodias, a banda vem obtendo cada vez mais sucesso e em apenas um ano de estrada, já se tornou a mais ouvida do México. Músicas como "Abrázame", "Todo Cambió" e "Solo Para Ti", assim que lançadas, já se tornaram sucesso. Camila foi indicada ao Grammy Latino, concorrendo com Todo Cambió na categoria Canção do Ano de 2009.
Camila também conseguiu duas indicações dos Los Premios MTV Latinoamérica 2007, correspondentes a as categorias Melhor Artista Novo, e Artista Revelação. Foram indicados em 2 categorias dos prêmios Billboard Latino em  2008 nas categorias de álbum pop do ano dueto ou grupo, e Tema Pop Airplay do Ano Dupla ou Grupo.
A banda registra vendas de 780.000 copias a nível mundial, o álbum foi editado no Brasil, incluindo um dueto coma cantora Wanessa Camargo que já havia gravado uma versão em português da canção, intitulada "Me Abrace", que se obeteve a segunda posição do top 20 das canções mais ouvidas no Brasil. Foi tema da novela brasileira A Favorita e também uma das 10 canções mais executadas no Brasil no ano de 2008.
Em maio de 2008, o álbum também salta a venda na Espanha a primeira música promocional foi “Todo cambió” que tocou nas principais estações de radio dequele país. Esta edição inclui os temas "Sólo para ti", “Yo soy quien” e “Nanga ti feo” em dueto com Chambao.
A banda tem um grande êxito es no México, Estados Unidos e América Latina, sendo cenários do grande crescimento musical, “Camila” e o álbum Todo cambió continuou ocupando os primeros lugares de vendas por meses em vários países. O nome Camila foi eleito pela banda; quando escutaram esse nome se encantaram e não duvidaram em escolher ele. "Um charmoso nome" disseram os integrantes dea banda.

### 2010 - presente:Dejarte de Amare saída do Samo
Em 2010 lançaram o disco Dejarte de Amar bem recebido pela critica e pelo publico. O álbum vendeu mais de 400 mil cópias apenas no México e foi o mais vendido de 2010.
Em 2013, Samo saiu do grupo para se dedicar a carreira solo, mas Mario e Pablo continuam, e preparam um novo álbum.

## Discografia
| Todo Cambió - 1er álbum de estúdio - Lançamento: 29 de agosto de 2006 - Gravadora: Sony Music - Vendas/México: Disco Triplo de Platina (+300 mil Cópias)      | #1 |
| Dejarte de Amar - 2do álbum de estúdio - Lançamento: 9 de fevereiro de 2010 - Gravadora: Sony Music - Vendas/México: Disco de Platina + Ouro (400 mil Cópias) | #1 |

### Singles
| Ano  | Single                       | Charts | Charts    | Charts        | Charts    | Charts | Charts | Charts | Charts | Charts | Charts | Álbum           |
| Ano  | Single                       | MEX    | USA Latin | USA Latin Pop | USA Trop. | PER    | COL    | CHI    | ARG    | ESP    | BRA    | Álbum           |
| ---- | ---------------------------- | ------ | --------- | ------------- | --------- | ------ | ------ | ------ | ------ | ------ | ------ | --------------- |
| 2006 | "Abrázame"                   | 2      | 30        | 8             | -         | 1      | 1      | 1      | 2      | -      | 10     | Todo Cambió     |
| 2006 | "Coleccionista de Canciones" | 3      | -         | 29            | -         | 2      | 1      | 3      | 1      | -      | -      | Todo Cambió     |
| 2007 | "Todo Cambió"                | 1      | 9         | 3             | 33        | 1      | 1      | 1      | 1      | -      | -      | Todo Cambió     |
| 2007 | "Sólo para ti "              | 3      | 18        | 4             | -         | 15     | 4      | 4      | 30     | -      | -      | Todo Cambió     |
| 2008 | "Yo Quiero"                  | 13     | 12        | 3             | 38        | -      | 17     | 79     | -      | -      | -      | Todo Cambió     |
| 2008 | "Me Da Igual"                | -      | 27        | 9             | -         | 1      | -      | -      | -      | -      | -      | Todo Cambió     |
| 2009 | "Mientes"                    | 1      | 4         | 1             | 21        | 1      | 1      | 1      | 1      | 11     | -      | Dejarte de Amar |
| 2010 | "Alejate de Mí"              | 1      | 4         | 1             | 20        | 1      | 2      | 1      | 1      | -      | -      | Dejarte de Amar |
| 2010 | "Bésame"                     | 1      | -         | -             | -         | 1      | -      | -      | -      | -      | -      | Dejarte de Amar |
| 2012 | "De Que Me Sirve La Vida"    | 1      | -         | -             | -         | -      | -      | -      | -      | -      | -      | Dejarte de Amar |

#### Participações
| Ano  | Single                              | Charts      | Charts         | Charts       | Charts | Álbum |
| Ano  | Single                              | BRA Hot 100 | BRA Hit Parade | BRA Year End | HISP   | Álbum |
| ---- | ----------------------------------- | ----------- | -------------- | ------------ | ------ | ----- |
| 2008 | "Me Abrace" (feat. Wanessa Camargo) | 2           | 6              | 6            | 23     | Total |

#### Outros Singles
| Ano  | Single        | Charts | Charts | Álbum       |
| Ano  | Single        | MEX    | CHI    | Álbum       |
| ---- | ------------- | ------ | ------ | ----------- |
| 2008 | "Amor Eterno" | -      | 68     | Todo Cambió |
| 2008 | "Sin Tu Amor" | -      | 6      | Todo Cambió |

## Prêmios e indicações
| Ano  | Premiação                     | Categoria                          | Indicado        | Resultado |
| ---- | ----------------------------- | ---------------------------------- | --------------- | --------- |
| 2007 | Grammy Latino                 | Música do Ano                      | "Todo Cambió"   | Indicado  |
| 2008 | Premio Lo Nuestro             | Melhor Música                      | "Todo Cambió"   | Indicado  |
| 2008 | Premio Lo Nuestro             | Melhor Grupo ou Dupla              | Camila          | Venceu    |
| 2008 | Premios Juventud              | Melhor Artista                     | Camila          | Indicado  |
| 2008 | Premios Juventud              | Morro Sem Esse CD                  | Todo Cambió     | Indicado  |
| 2008 | Premios Juventud              | Melhor Balada                      | "Todo Cambió"   | Venceu    |
| 2008 | Premios Juventud              | Melhor Balada                      | "Solo Para Ti"  | Indicado  |
| 2008 | Premios Juventud              | Artista Pop Favorito               | Camila          | Venceu    |
| 2008 | Latin Billboard Music Awards  | Novo Artista                       | "Abrazame"      | Indicado  |
| 2008 | Latin Billboard Music Awards  | Música do Ano                      | "Todo Cambió"   | Venceu    |
| 2008 | Latin Billboard Music Awards  | Grupo ou Dupla do Ano              | Camila          | Venceu    |
| 2008 | Los Premios MTV Latinoamérica | Melhor Novo Artista - Norte        | Camila          | Venceu    |
| 2010 | Grammy Latino                 | Record do Ano                      | "Mientes"       | Venceu    |
| 2010 | Grammy Latino                 | Música do Ano                      | "Mientes"       | Venceu    |
| 2010 | Grammy Latino                 | Álbum do Ano                       | Dejarte de Amar | Indicado  |
| 2010 | Grammy Latino                 | Melhor Álbum Pop de Grupo ou Dupla | Dejarte de Amar | Venceu    |
| 2010 | Premios Oye!                  | Álbum do Ano                       | Dejarte de Amar | Venceu    |
| 2010 | Premios Oye!                  | Melhor Álbum Pop de Grupo          | Dejarte de Amar | Venceu    |
| 2011 | Premios Juventud              | Melhor Balada                      | "Aléjate de Mi" | Venceu    |
| 2011 | Premios Juventud              | Melhor Balada                      | "Bésame"        | Indicado  |
| 2011 | Premio Lo Nuestro             | Melhor Álbum Pop de Grupo          | Dejarte de Amar | Venceu    |
| 2011 | Premio Lo Nuestro             | Música do Ano                      | "Mientes"       | Venceu    |

## Vendas
- Disco Triplo de Platino no México (por mais de 300.000 copias vendidas).
- Disco de platino e ouro nos Estados Unidos (por mais de 300.000 unidades vendidas).
- Disco de platino no Chile.[1]
- Disco de ouro na América Central.
- Disco de ouro na Colômbia.
- Disco de ouro na Venezuela.
- Um total de mais de 720.000 unidades vendidas em toda a região.